# Ilana Glazer
Ilana Glazer (Nueva York, 12 de abril de 1987) es una humorista, escritora y actriz estadounidense. Es más conocida por cocrear y coprotagonizar en la serie de Comedy Central Broad City con Abbi Jacobson, basada en la serie web del mismo nombre.

## Biografía
Ilana Glazer nació en Estados Unidos el 12 de abril de 1987. Es hija de Sandi (nacida Wexler) y Larry Glazer, quienes trabajan en seguro y finanza. Creció en St. James, Nueva York, con su hermano Eliot, y se crio en una casa judía reformada. Ella es de origen judío asquenazí.

## Carrera

### Primeros trabajos
Glazer comenzó a tomar clases en el Teatro Upright Citizens Brigade en 2006 y actuó alrededor de Nueva York haciendo improvisación y comedia en vivo durante los próximos años.

### Broad City

#### Desarrollo
En 2009, junto con la cocreadora Abbi Jacobson, Glazer comenzó a rodar Broad City, una serie web protagonizada por las dos como versiones ficticias de sí mismas. La serie fue nominada para un premio ECNY a 'Mejor Serie Web' y fue positivamente recibida, atrayendo la atención de los principales medios de comunicación tales como Entertainment Weekly, USA Today y The Wall Street Journal. La serie atrajo la atención de Amy Poehler, quien posteriormente se reunió con Glazer y Jacobson para ayudarles a comprar un guion piloto basado en la serie. Poehler también accedió a protagonizar el final de la serie web.

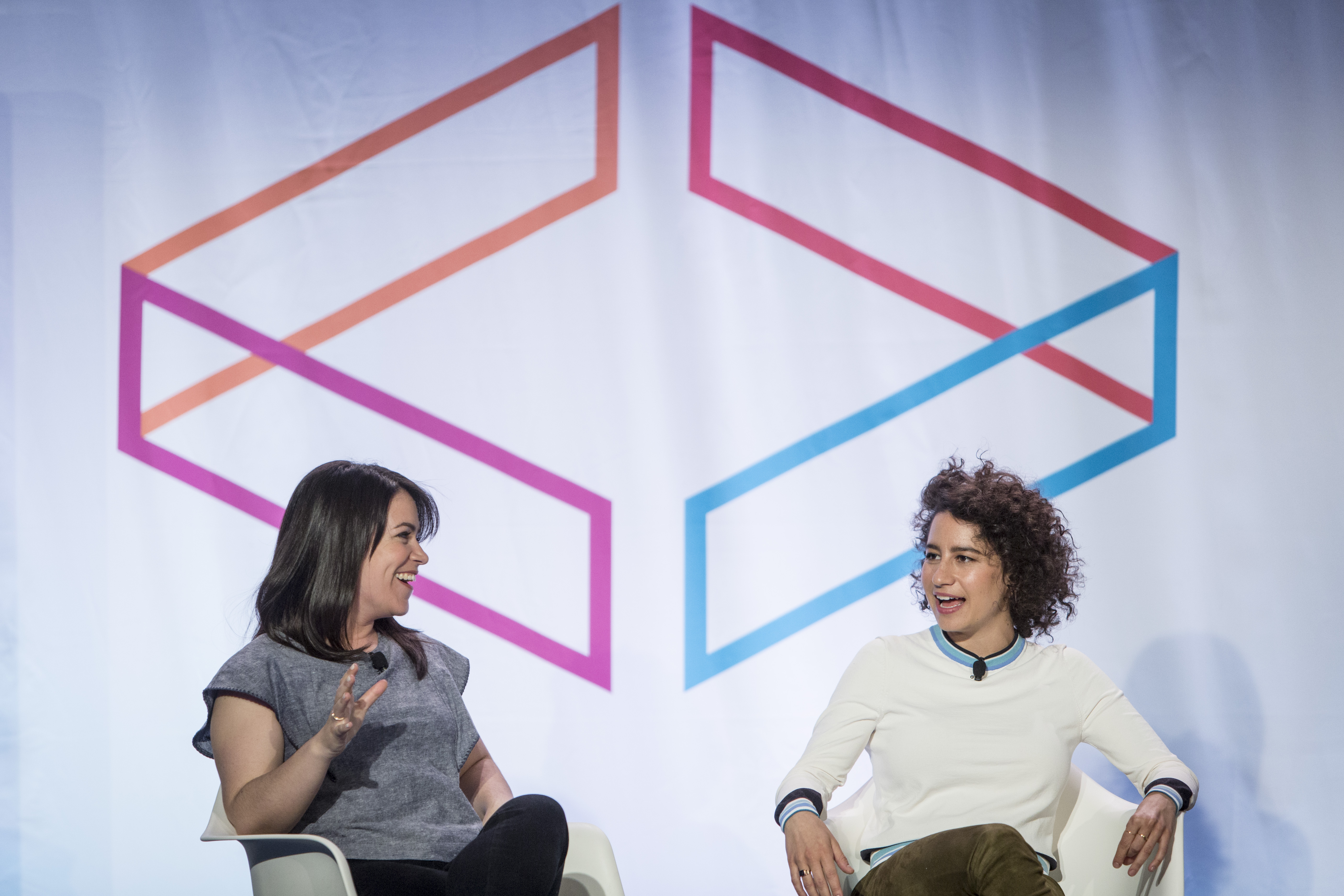
Glazer y Jacobson en la Semana de Internet en 2015

En 2011, la televisión por cable FX, trabajando con Amy Poehler como productora, compró un compromiso de guion para la serie de Glazer y Jacobson. Sin embargo, la red no aprobó el guion y decidió no seguir con el desarrollo. Glazer y Jacobson se acercaron a Comedy Central, que accedió a comprar el guion de FX y pedir un piloto.

#### Recepción y renovación
Broad City hizo su estreno en televisión en enero de 2014 y fue recibida con críticas positivas y fuertes calificaciones, convirtiéndose en la primera temporada de Comedy Central en la clasificación más alta desde 2012 entre los más jóvenes, incluidos adultos de entre 18 y 34 años, con un promedio de 1,2 millones de espectadores.
El espectáculo ha recibido aclamación de la crítica de los aficionados y críticos por igual. Metacritic observó que la primera temporada recibió "generalmente críticas favorables", dándole una puntuación de 75 sobre 100, basada en las críticas de 14 críticos.
En febrero de 2014, Comedy Central renovó la serie para una segunda temporada. La temporada 2 recibió críticas positivas, con Metacritic dándole una puntuación de 89 sobre 100, basado en las críticas de 8 críticos, lo que indica "aclamación universal".
En enero de 2015, la serie fue renovada para una tercera temporada, que se estrenó el 17 de febrero de 2016. En enero de 2016, la serie fue renovada por una cuarta y quinta temporada.

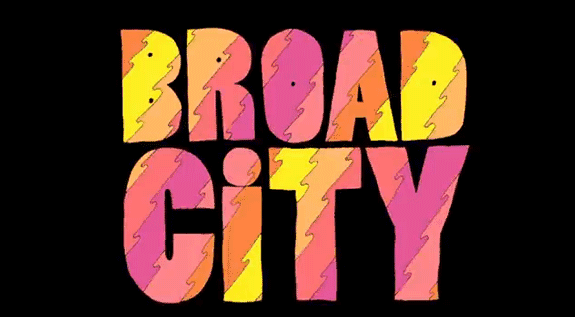
Broad City

### Película
En 2013Glazer protagonizó la película independiente How to Follow Strangers. La película ganó el premio superior en el Lower East Side Film Festival. Ella aparece en la película de 2015 La noche anterior.

## Vida personal

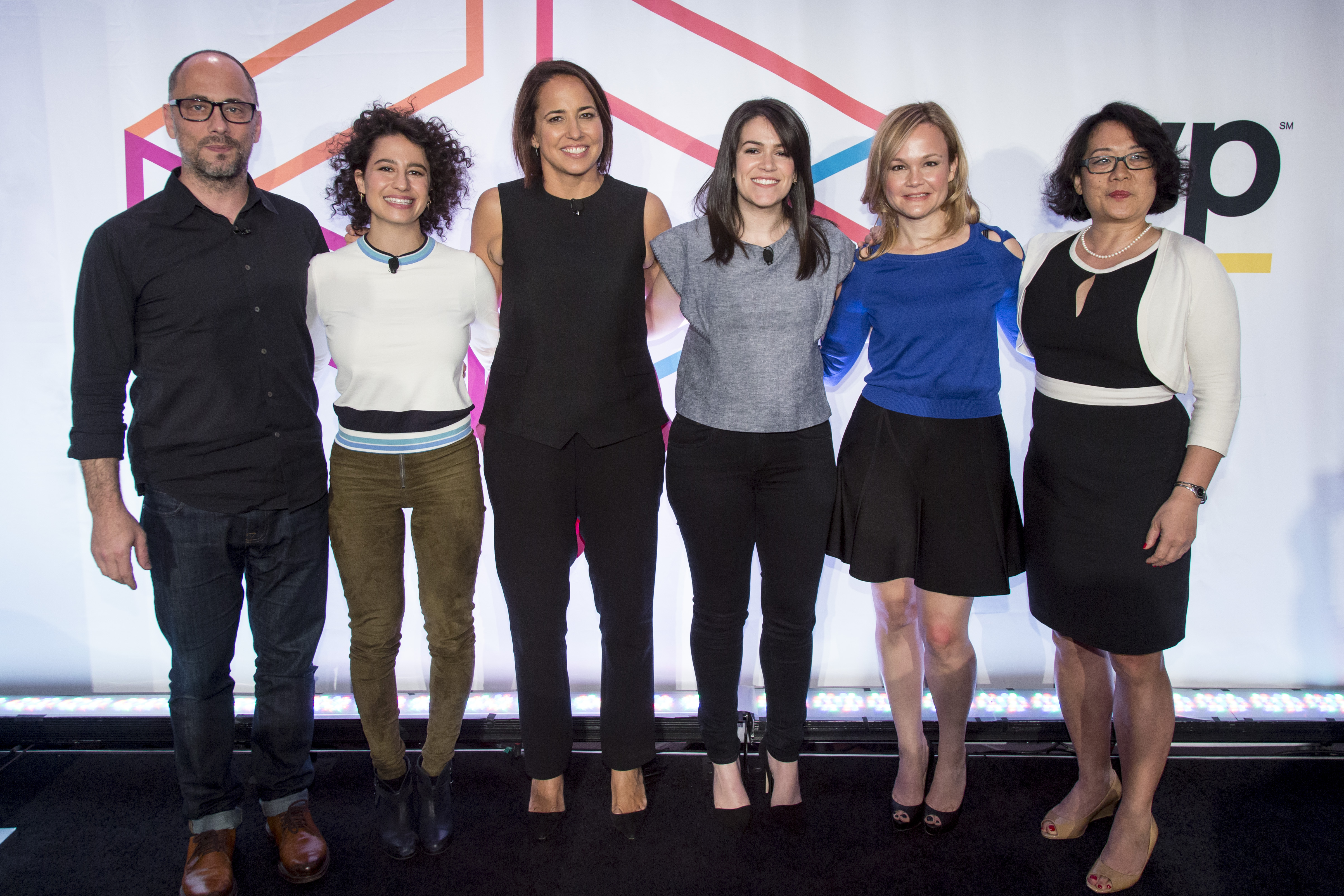
Abbi Jacobson y Ilana Glazer día 1 de la Semana de Internet de Nueva York el 18 de mayo de 2015.

Se graduó de la Universidad de Nueva York en 2009, con especialización en psicología. Fue compañera de cuarto con Rachel Bloom después de la universidad en Brooklyn. Reveló a The New Yorker que fuma marihuana todos los días, pero rara vez bebe alcohol.
Se casó con David Rooklin en febrero de 2017. En marzo de 2021 anunció que estaba embarazada por primera vez. Su hijo nació en junio de 2021.

## Filmografía

### Cine
| Año  | Título                     | Papel                               | Notas                   |
| ---- | -------------------------- | ----------------------------------- | ----------------------- |
| 2012 | Nature Boys                | Elle                                | Cortometraje            |
| 2013 | Little Horribles           | Lindsay                             | Cortometraje            |
| 2013 | How to Follow Strangers    | Ellie                               |                         |
| 2014 | Intimate Semaphores        | Trabajadora del refugio de animales | Segmento "High and Dry" |
| 2014 | High and Dry               | Asistente de veterinaria            | Cortometraje            |
| 2015 | Los tres reyes malos       | Rebecca Grinch                      |                         |
| 2016 | An Ode to Hannibal Buress  | Ella misma                          | Cortometraje            |
| 2017 | Rock That Body             |                                     |                         |
| 2017 | Una noche fuera de control | Frankie                             |                         |
| 2017 | Emoji: la película         | Jailbreak (voz)                     |                         |
| 2024 | Babes                      | Eden                                |                         |

### Televisión
| Año           | Título                                                              | Papel                          | Notas                                                                         |
| ------------- | ------------------------------------------------------------------- | ------------------------------ | ----------------------------------------------------------------------------- |
| 2010          | Storytime                                                           | ?                              | Serie de TV corto                                                             |
| 2010          | Behind the Steve                                                    | ?                              | 2 episodios                                                                   |
| 2010          | Broad City                                                          | Ilana Wexler                   | Web series; 15 episodios                                                      |
| 2011          | The Chris Gethard Show: Public Access                               | Ilana / Ella misma             | Episodio: "Papa Gethard's Love Cauldron" y "Sibling Rivalry"                  |
| 2012          | That Untitled Webseries that Morgan Evans Is Doing                  | Emma                           | Episodio: "Emma"                                                              |
| 2012          | Chronic Gamer Girl                                                  | ?                              | Serie de TV corto                                                             |
| 2013          | CollegeHumor                                                        | ?                              | Episodio: "Jake and Amir/All-Nighter: Jake and Amir's Dream"                  |
| 2013          | The Morning After                                                   | Ella misma                     | Episodio: "Not the Girl Ft. Ilana Glazer"                                     |
| 2013          | Jared Posts a Personal                                              | Katelyn                        | Episodio: "Bushwick Dating Game"                                              |
| 2013          | Little horribles                                                    | Lyndsey                        | Episodio: "LMFAO"                                                             |
| 2014–presente | Broad City                                                          | Ilana Wexler                   | Rol principal; También creadora 50 episodios                                  |
| 2014          | @midnight                                                           | Ella misma                     | Temporada 2, episodio 21                                                      |
| 2014          | Comedy Central's All-Star Non-Denominational Christmas Special      | Ella misma                     | Especial de televisión                                                        |
| 2015          | Late Show with David Letterman                                      | Ella misma                     | Programa: "Don Cheadle/Ilana Glazer & Abbi Jacobson/Mikky Ekko"               |
| 2015          | Night of Too Many Stars: America Comes Together for Autism Programs | Ella misma                     | Especial de televisión                                                        |
| 2015          | The Nightly Show with Larry Wilmore                                 | Ella misma, miembro del jurado | Programa: "FIFA Scandal & the Briefcase"                                      |
| 2015          | The Chris Gethard Show                                              | Ella misma                     | Programa : "Show Us the Weirdest Thing About Your Body"                       |
| 2015          | The 5th Annual Critics' Choice Television Awards                    | Ella misma                     | Gala de premios                                                               |
| 2015          | The Meltdown with Jonah and Kumail                                  | Ella misma                     | Programa: "The One with the Replacement Hosts"                                |
| 2015          | Lip Sync Battle                                                     | Ella misma, competidora        | Programa: "Abbi Jacobson vs. Ilana Glazer"                                    |
| 2015-2016     | The Tonight Show Starring Jimmy Fallon                              | Ella misma                     | 2 programas                                                                   |
| 2015          | Lucas Bros Moving Co                                                | Sister Sister (voz)            | Episodio: "Sister Sister Sister"                                              |
| 2015          | Inside Amy Schumer                                                  | Herself                        | Episodio: "80s Ladies"                                                        |
| 2015–2016     | BoJack Horseman                                                     | Penny (voz)                    | 2 episodes                                                                    |
| 2016          | Time Traveling Bong                                                 | Sharee                         | Rol principal; miniseries                                                     |
| 2016          | Today                                                               | Ella misma                     | 16 de febrero                                                                 |
| 2016          | The View                                                            | Ella misma                     | Programa: "Abbi Jacobson & Ilana Glazer"                                      |
| 2015-2016     | Las noticias de Jon Stewart                                         | Ella misma                     | 2 programas                                                                   |
| 2016          | Last Call with Carson Daly                                          | Ella misma                     | Episodio: "Ilana Glazer/Paul W. Downs/Sahtyre/Rick Famuyiwa"                  |
| 2016          | Ellen: The Ellen DeGeneres Show                                     | Ella misma                     | Programa: "Sylvester Stallone & Gabrielle Reece/Abby Jacobson & Ilana Glazer" |
| 2015-2016     | Jimmy Kimmel Live!                                                  | Ella misma                     | 2 programas                                                                   |
| 2016          | The Late Late Show with James Corden                                | Ella misma                     | Programa: "Emilia Clarke/Abbi Jacobson & Ilana Glazer/Rachel Feinstein"       |
| 2016          | Close Up with the Hollywood Reporter                                | Ella misma                     | Programa: "Comedy Actresses"                                                  |
| 2015-2016     | The Late Show with Stephen Colbert                                  | Ella misma                     | 3 programas                                                                   |
| 2016          | Live with Regis and Kathie Lee                                      | Ella misma                     | Programa: "Guest Co-Hostess Ilana Glazer/Kate McKinnon/Riz Ahmed"             |
| 2016          | Brad Neely's Harg Nallin' Sclopio Peepio                            | Varios                         | 10 episodios                                                                  |
| 2016          | Live with Regis and Kathie Lee                                      | Ella misma                     | Episodio: "Guest Co-Hostess Ilana Glazer/Kate McKinnon/Riz Ahmed"             |
| 2014-2016     | Late Night with Seth Meyers                                         | Ella misma                     | 3 programas                                                                   |
| 2017          | Complex Conversations                                               | Ella misma                     | Episodio: "THE FUTURE of ACTIVISM: MOBILIZATION and MAKE a DIFFERENCE"        |
| 2022          | The Afterparty                                                      | Chelsea                        | Elenco principal, 8 episodios                                                 |

## Anuncios de televisión
| Año  | Publicidad              |
| ---- | ----------------------- |
| 2015 | Rise of the Tomb Raider |
| 2017 | Rough Night             |
| 2017 | Emoji: la película      |

## Premios y nombramientos
| Año  | Premio                            | Categoría                            | Trabajo    | Resultado |
| ---- | --------------------------------- | ------------------------------------ | ---------- | --------- |
| 2014 | Critics' Choice Television Awards | Mejor actriz en una serie de comedia | Broad City | Nominado  |
| 2015 | Critics' Choice Television Awards | Mejor actriz en una serie de comedia | Broad City | Nominado  |
| 2016 | Writers' Guild of America Awards  | Series de comedia                    | Broad City | Nominado  |